# Jarzębina (Słowacja)
Jarzębina (słow. Jarabina, rusiński Орябина, Oriabyna, ukraiński Орябина, Oriabyna) – wieś (obec) na Słowacji, w kraju preszowskim, w powiecie Lubowla. Pierwsza wzmianka pisemna o miejscowości pochodzi z roku 1329.
W miejscowości tej urodził się sierż. Michael Strank, jeden z sześciu żołnierzy, którzy zatknęli amerykański sztandar na górze Suribachi na Iwo Jimie.

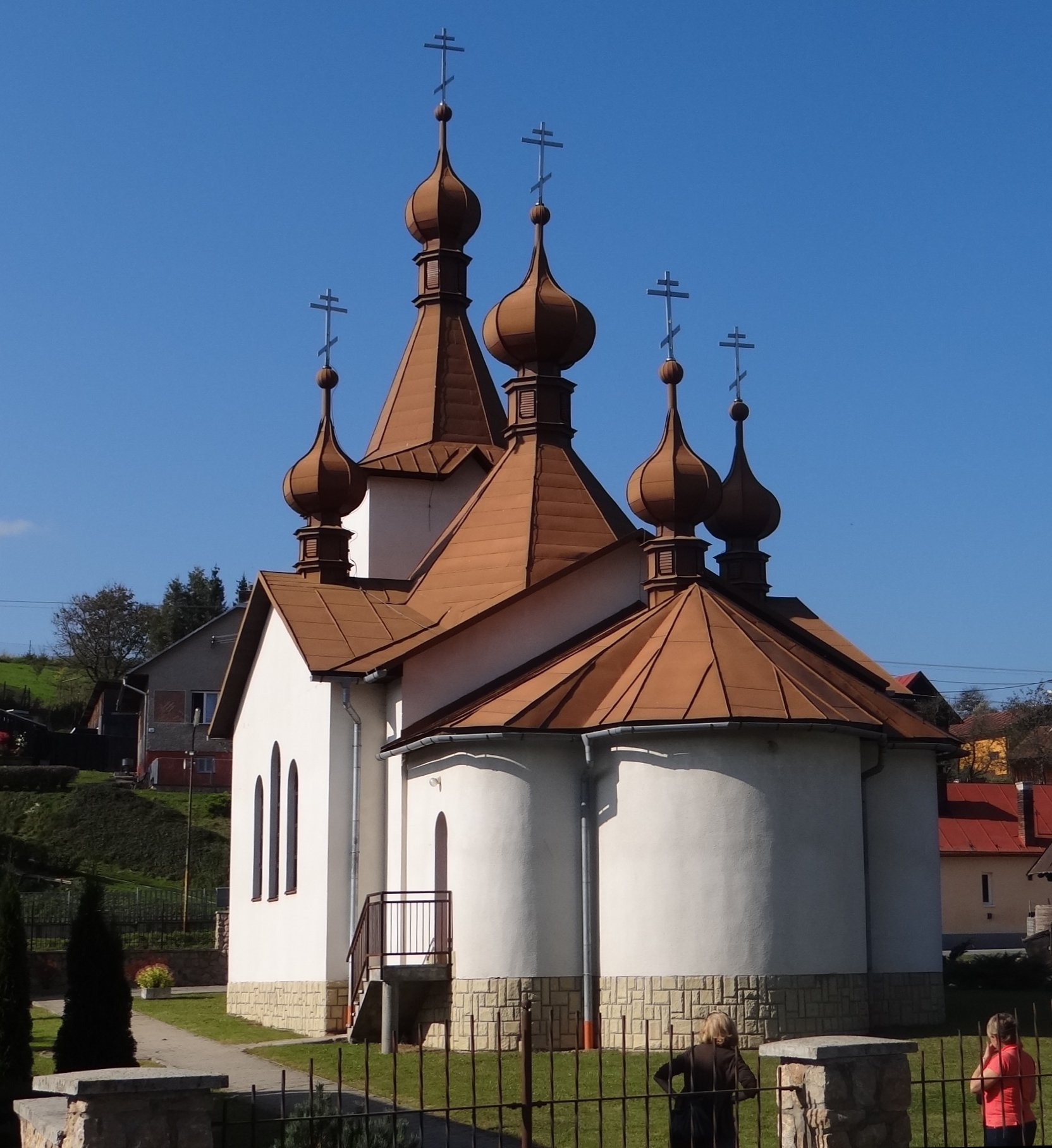
Cerkiew prawosławna
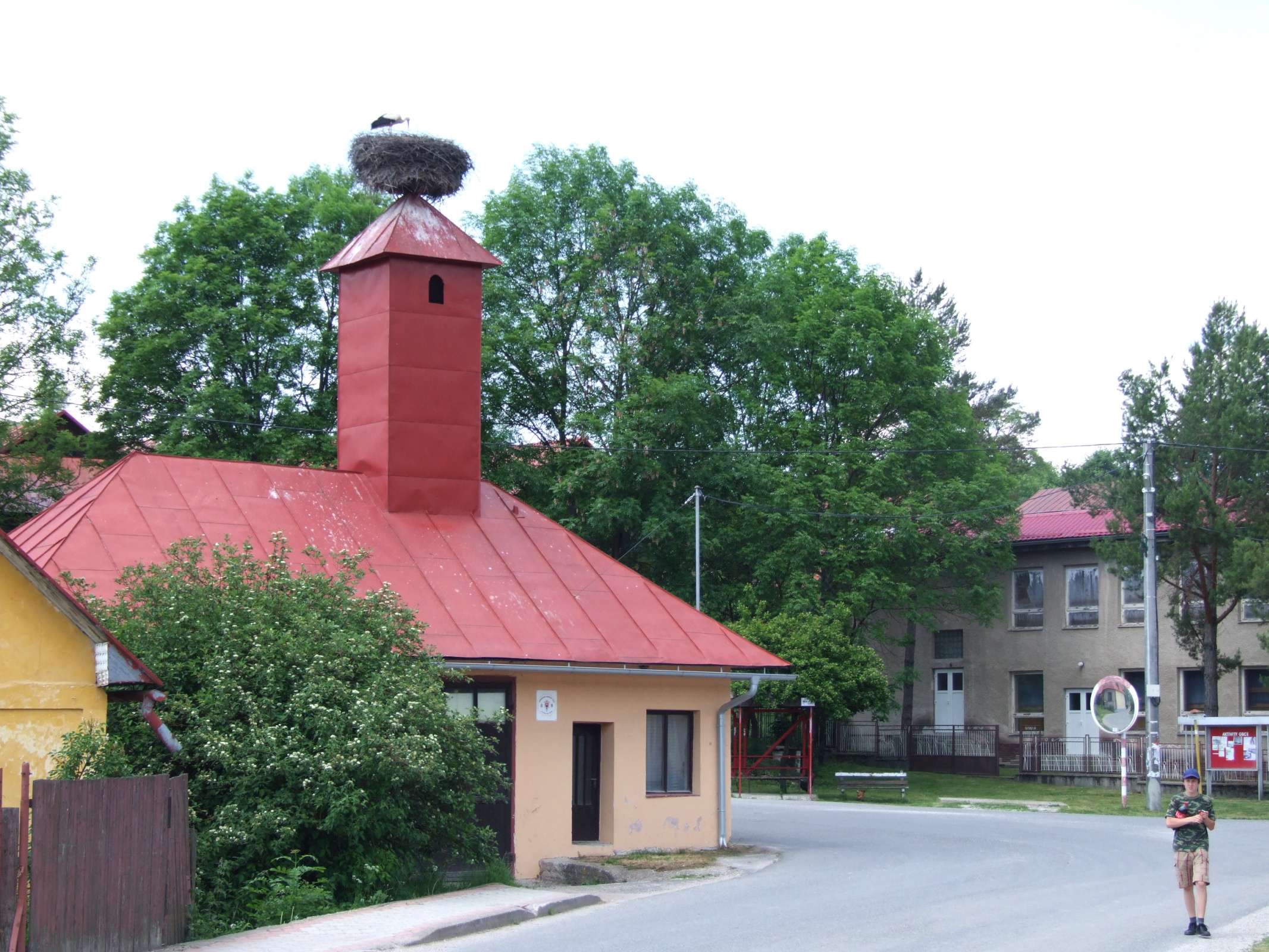
Remiza strażacka
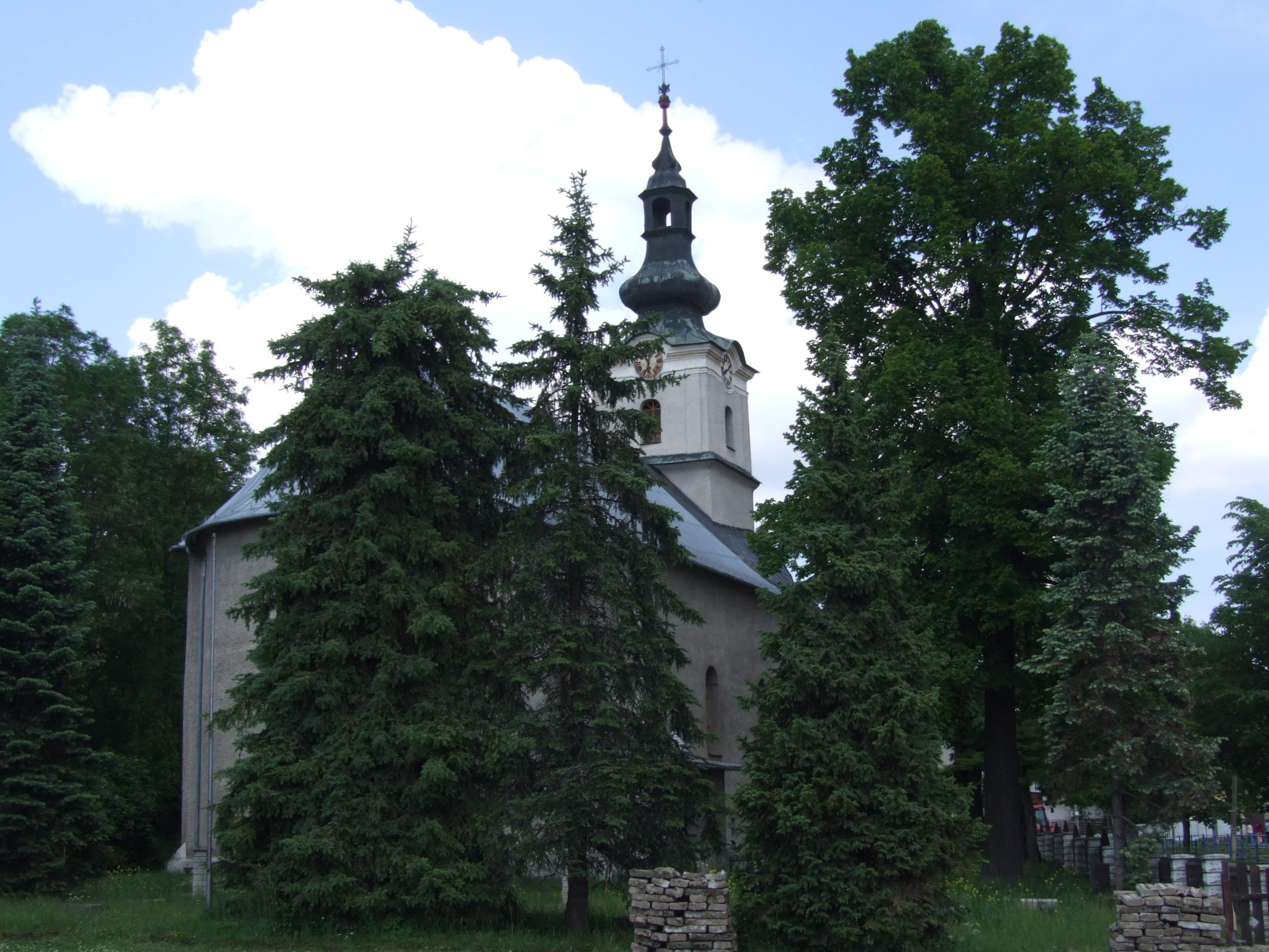
Kościół katolicki
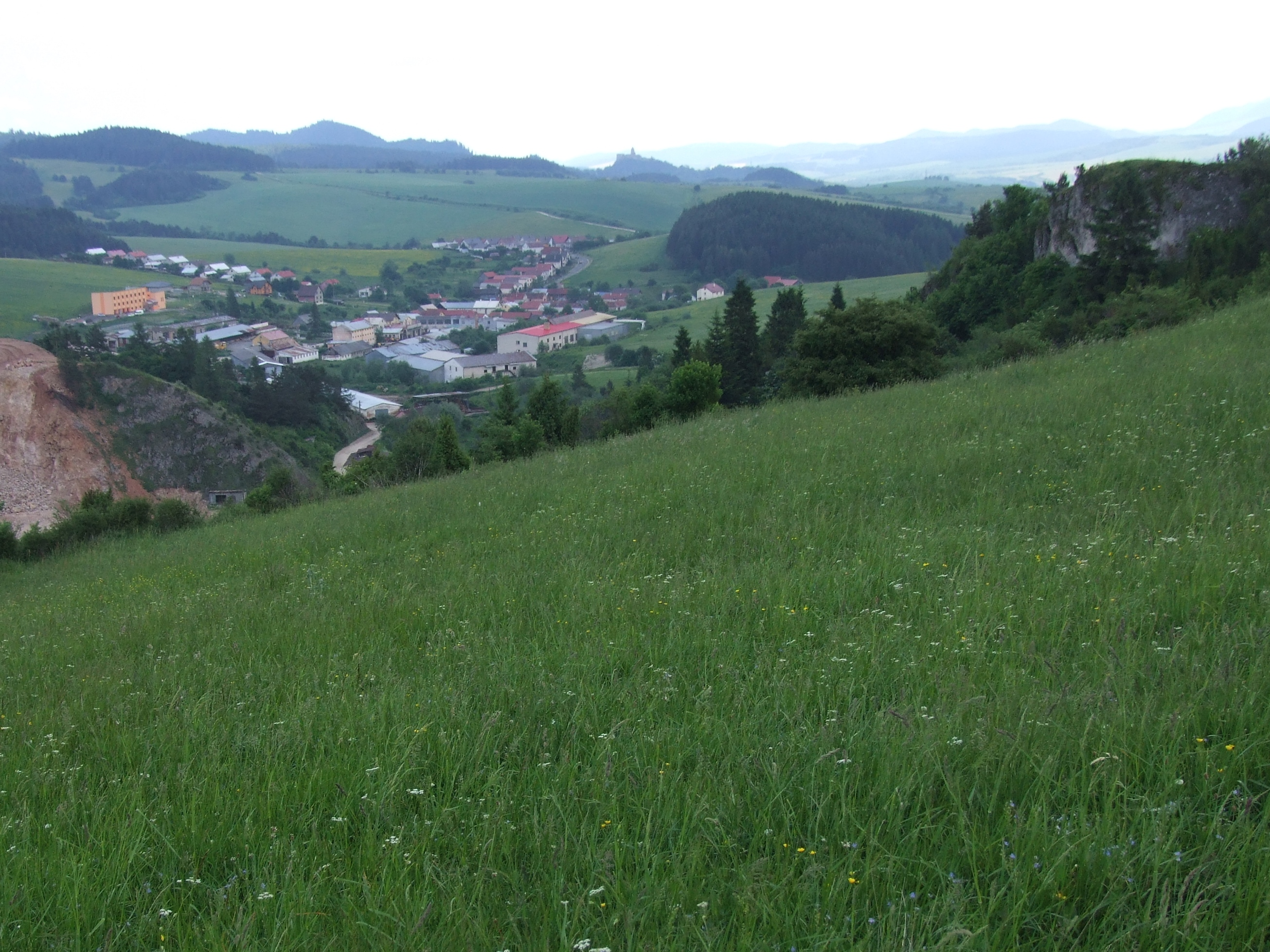
Spółdzielnia rolnicza
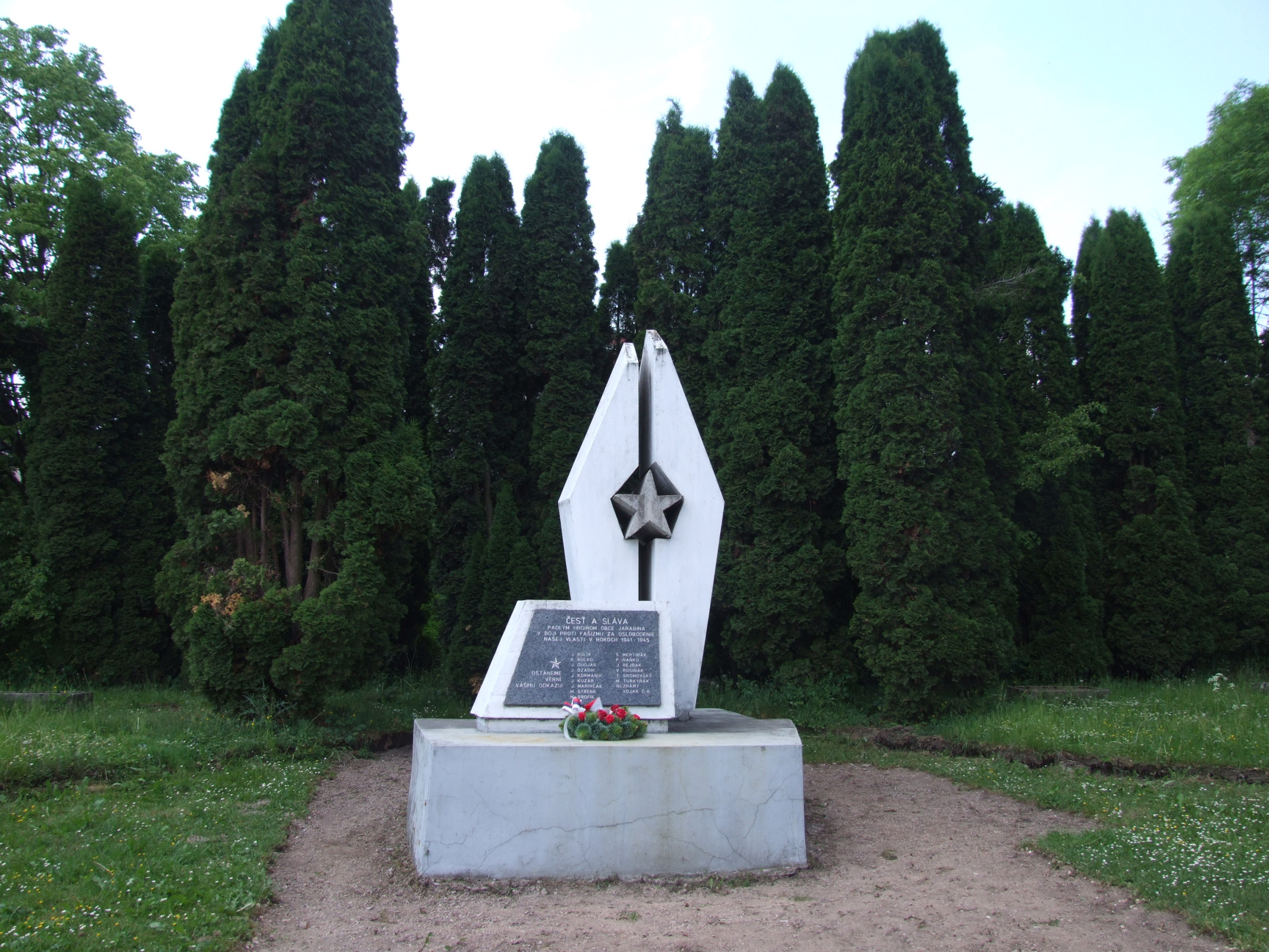
Pomnik